# ハンナ・リデル
ハンナ・リデル（英: Hannah Riddell、1855年10月17日 - 1932年2月3日）は、イギリスの宣教師で、1895年熊本に熊本初のハンセン病病院、回春病院を作っただけでなく、日本のハンセン病の歴史に大きな影響を与えた。後継者はエダ・ハンナ・ライトである。エダによるとイギリスでのRiddellの発音はリデールであるが、文献等ではリデルが多いのでここではリデルを使う。

## 略歴
1855年、ロンドン北方郊外バーネットに生まれた。生下時、父親(Daniel Riddell)は43歳、母親(Hannah Wright, 旧姓はHunt)は41歳、再婚同志で両方とも子持ちであった。
労働者階級の出身である。母親の連れ子がエダ・ハンナ・ライトの父親である。リデルの父親は以前インドなどにも派遣された軍曹であったが、慢性肝炎を患い一時除隊した。しかし生活には年金だけでは不足で、補充兵の教育を開始した。リデルはその兵舎または宿舎（バラック）で生まれた。1877年、南ウェールズのザ・マンブルズに引っ越し、母親と共に、小規模の女子用の私立学校を経営した。20歳そこそこの少女が全科目を教えている。リデルの教育の記録は現在見当たらないが、当時の状況から考えると堅実な教育をうけていたと思われる。一時は学校経営はうまくいっていた。母は1886年に他界。学校は競合校が出現し、父が他界したと同時に1889年、破産した。生活を立て直そうと英国聖公会宣教協会(CMS ,Church Missionary Society、1799年創立の英国国教教会の組織)に入り、リバプールのYWCA協会の婦人校長をつとめた。35歳の時、日本に伝道に派遣された。その時女性宣教師5名が派遣され、リデルが最年長であった。宣教師グレース・ノットと共に熊本に落ち着き、彼女とは同志的な友情で結ばれた。リデルは1891年に熊本市郊外の本妙寺でハンセン病患者と遭遇し、患者救護の決心をする。その年の12月協会本部にハンセン病の患者を見たと手紙に書いた。
彼女は新しい組織をつくることに興味があった。また、権力のある人に近づくという本能的才能があった。教会によりハンセン病病院を作らせようと、力量を発揮した。経過は簡単にはいかなかったが、1895年11月12日に回春病院が完成した。しかし、色々の交渉の経緯において、組織のトップと交渉するので、中間管理職的なジョン・ブランドラム主教は、リデルとの仲が悪化し、1897年から精神状態がおかしくなり、療養のため、香港行きの船に乗ったが、1900年12月29日船上で他界した。リデルは当時はイギリスにいた。
リデルと対立しているヘンリー・エヴィントン主教ははっきりブランドラムの精神錯乱はリデルのせいであると書いている。リデルは教会組織にたくさん敵を作ったので、教会から離れて回春病院を経営せざるを得なかった。しかし離れたことが、自由な寄付を可能にした。日露戦争のため、寄付金を送っていたイギリス人は、送金に障害がでると考え、寄付が止まった。大隈重信は以前から回春病院の園内美化のために桜、楓を寄付した。リデルの経済危機に際し、全国的にハンセン病問題を訴えた方が効果的であると忠告した。また、渋沢栄一は、代表的な実業家であり、ハンセン病に積極的に関心を持った。リデルが最初に来た時は僅かではあるが1万5600円の金を寄付したと書いている。大隈重信は相談にのり、銀行会館で全国的なハンセン病の会議を開いた。経済的危機に陥ったリデルの経済的支援のため、1905年に銀行会館で、有識者の会議があり、同時に日本のハンセン病問題が討議された。公的なハンセン病対策が開始されたが、リデルは公的にも補助を受け、経済的にも一息ついた。この会議を機会にリデルはひのき舞台に上がったのである。回春病院は非営利の団体と認められ、非課税となった。
リデルは衣装も着飾り、上京すれば帝国ホテルに宿泊し、有力者とここで会合をし、夏は軽井沢で避暑をする。リデル自身貴族らしい生活を送ることが病院を支える資力をもった人間に対等に扱ってもらえる唯一の道だと確信していた。募金活動のために、多くの講演もこなし一日2回に及ぶこともあった。日本におけるハンセン病政策にも影響を与える。実業家、政治家、皇族にも会えるようになる。ハンセン病の権威である光田健輔のハンセン病隔離政策にたいして、リデルはキリスト教に基づいた主張をした。彼女は性的なことには潔癖であり、回春病院内では療養者に対して徹底した禁欲を強制し、男女が言葉を交わすのも禁じた。挙句の果ては療養者が雌雄のカナリアを同じ籠で飼うことさえ禁止した。
沖縄の患者への助力を考え患者でクリスチャンの青木恵哉を派遣した。リデルが大病した時は当時の医長である神宮良一も診察したが、ライトが心配して神戸から外人医師を招いた。巨体であったので、歩行困難をきたし、ある人はハンセン病を疑った。光田健輔によると、回春病院医師の三宅俊輔からハンセン病は誤伝と聞いたと記録し、彼女にリウマチがあったと書いている。ハンセン病九州療養所長の河村正之は、熊本県庁における天皇拝謁に際し、長い廊下をリデルは河村の肩を杖として歩いたという。しかしリデルは天皇の前に出た途端、練習していたお時儀の仕方を忘れてしまい、膝が痛むにもかかわらず、西洋婦人式のお時儀をしていた。1932年2月3日午後1時10分、リデルは逝去し、翌日盛大な葬儀が営まれた。

## 人物像と謎

### リデルの教育
ジュリア・ボイドはリデルの子供時代については彼女が父親の信仰に従いパーネットの会衆派の礼拝堂で洗礼を受けたことしかわからないとしている。父が下士官で慢性肝炎があり、一家はロンドンから離れて、空気のいい南ウェールズの漁村マンブルスに移住した。そこで小さな女性用の私立学校を母と共に経営したのは1877年である。生徒募集の新聞広告によるとHigh-class Education for girls とある。課目は美術、ピアノ、ハープ、バイオリン、声楽、体操、美容体操、数学などがある。教師はほかにも雇ったが、ハンナと母は学校を経営し子供を教育した。しかしライバルが出現し、父ダニエルが死亡したとたん学校は破産宣告を受けた。猪飼隆明はエダをスイスに留学させたことに注目し、教育を受けることを重視する家族であったとしている。

### リデルのハンセン病患者救済の動機

#### リデルがハンセン病の患者を初めてみた話
この文献は種々あり、最初は1891年12月1日リデルがCMSに送った文章である。ここには桜が満開であることは書いておらず、ハンセン病を救済したダミアン神父に相当する人が必要である、CMSでもやらないかと示唆している。

リデルは生涯に亘ってこの話をしているが、内容がすこしずつ変容している。次に記載するのは、大正4年2月21日付「日本の医界」による。この文章の前には英文がある。この文章の前の明治35年12月6日の大日本婦人衛生会例会における講演がある。内容的にはこの下の文章と同じであるが、4月3日のことは明示していない。
次に大正8年6月15日大阪で第72回救済事業研究会では、熊本にきてから1年半後の神武天皇祭に本妙寺を訪れたとある。内容は最も詳しい。なお熊本にきたリデルやノットの世話をしたブランドラム夫妻は1891年4月に｢熊本および近傍の景観」と題しスケッチ入りの英文記事を書いているがその中に本妙寺があった。

#### 救済の動機にまつわる謎
最初にリデルの伝記を書いたのは、事務長を務めた飛松甚吾である。彼は神戸の税関に勤務したことがあり英語が達者であった。望んでリデルの下で勤務した。しかし、不思議なことをたくさん書いている。最初に本妙寺で患者をみたのは1890年（明治23年）4月3日とある。しかし来日は1891年（明治24年）である。新しく調査し、1995年にリデルの伝記を書いたジュリア・ボイドは、1891年12月1日の本部への手紙に書かれているが、4月1日は大阪にいて、長崎によらねばならないので、同年4月3日はあり得ないと主張している（なお、当時の外国人は日本において、3カ月の旅行免状しか持たず、それを過ぎると領事館（一番近い所で長崎）に旅行免状を再交付しなければならなかった。当時は熊本―長崎間の鉄道も開始されておらず、旅行は大変であった）。そして、皆を説得することができて、その後の仕事がうまくいくなら、作り話でもいいとしている。後の調査でも同行しているとされる本田教授はその年には着任していないし、また新聞記事による天候の調査も、リデルの作り話説に加担している。即ち、天候が書かれた通りであると明治26年しか合致しない。しかし、猪飼隆明は花見をしたのは明治24年4月3日としている。しかし書かれている事が全部真実であるとは考えていない。これらの問題が真剣に論じられたのはジュリア・ボイドの本の発行後である。

### リデルの貴族趣味と回春病院
リデルには極端な貴族趣味があった。黒いボンネットを冠り黒のドレスで身を飾り、犬が大好きであった。日本にくる時も船で犬を連れてきている。避暑先として好んでいた軽井沢には、避暑中に亡くなった愛犬「プリンス」の小さな墓が現在でも彼女の別荘跡に残されている。貴族の出と飛松甚吾は書いているが、レデイ・ボイドがイギリスに遺されている文章等を調べたら父親はうだつの上がらない下士官であった。なお、リデルは自分のことに関して外の人に喋らなかった。
彼女は政治的にうまく働いた。リデルの応援団の一人本田増次郎は御殿場のハンセン病病院神山復生園を訪問し、また、日本医学の進歩に貢献した東京大学内科のベルツに会い、病院構想を練った。協力者金沢久はリデルより英語を習得、後東京高等師範学校の教授になったが、この2人と聖公会の衣笠景徳の3人で4,000坪の土地を1894年に手に入れた。また回春病院設立後であるが、細川家から3000坪の寄贈を受けている。リデルとCMSと病院の設立と経営に関しての交渉は長く続いたが、結局CMSから離れてリデルの経営ということになった。しかし、リデルは独力で募金を続けるという役割を課せられた。彼女は積極的に政治家、実業家、富裕な人々に寄付を求め、また学者と討論した。日本の皇族は彼女の仕事を認めて、寄付を行った。リデルはいつもトップと会うので、他の人とはうまくいかない場合もある。実際に仕事をした仲間は、彼女とは一緒に働きたくないという人が多い。猪飼隆明は、病院設立に関して、CMSがいろいろ反対したのだろうとしている。しかし、それでも創立させたのだから、リデルは尋常な能力の持ち主ではない。しかし、リデルには手柄を独り占めする傾向があるという。
リデルはCMSから離れて英国に帰ったあとも回春病院に関わることができた。施設の土地所有者がリデルの協力者だったからである。それでも心配して、外人の土地所有が999年認められるようになって、その手続きをしている。また、自分が死んだとき施設がどうなるかもCMSと交渉している。
リデルは大柄で六尺豊かであった。人力車をやとったが、必ず2人が必要であった。草津では4人の駕籠かきを雇っている。1928年には熊本では珍しい運転手つきの黒塗りの車を使用した。リデルの体格が余り大きいので、なくなる前に火葬できるかどうか本人が確かめたというエピソードがある。

### 患者からみたリデル
回春病院の患者、本田天外は、慈善事業にありがちな事を述べ、「リデルはこの点には十分も十二分にも考えていられたようで、言葉の端々にでにだも、決していささかも病者を汚すようなことはなさらなかった」、と述べている。（中略）。ある人はここは病院でなく、修道院だとつぶやいたとあるが、信仰は重んじられても強いられなかった。歌人でもある患者の玉木愛子は冬の寒い時に、リデルから忠臣蔵の長袴に似た奇抜なネルのズボンを頂き、ダンスをしたり、また、玉木愛子の歌で讃美歌を歌ったことを記録している。回春病院から無断で抜け出る患者もいたが、リデルが怒ることはなかったという。いたずらで、人力車の車輪に棒を入れた子供がいたが、強い叱責はなかった。表向きには公式に否定されていたが、全員に洗礼を受けさせようという強いプレッシャーもあった。

### 岩下壮一神父のリデル観
回春病院より早く創立した「神山復生病院」6代目院長の岩下壮一は、1931年（昭和6年）4月にハンナ・リデルを訪れている。彼はリデルに関して次のように述べている。
リデルは昔神山復生病院におけるころを、岩下にストレートに文句を言ったが、話が打ち解けたらミスターイワシタからファーザーイワシタに変わり、食事をしていけと打ち解けたという。

### リデルに対する批判

#### ジュリア・ボイドの記載
リデルは何が問題なのかをはっきり突き詰めた上で単刀直入に問題に対処するやりかたを好んでいた。心得違いの人々が彼女の邪魔をしようとする場合には彼女は見事な手腕で(人によっては「マキャヴェリズム的な」と称するかもしれない）そうした障害を回避するのだった。ジュリア・ボイドは「リデルが通常のルートを無視して直接トップに訴える策にはしった」と記載している。リデルが沖縄に派遣した青木恵哉に対する対応で、自転車や土地代を送らなかったことにつき、ボイドはハンナのひねくれた対応にコメントし、リデルは何でも自分のやり方で処理し、それ以上に自分が主導権を握りたがったと批判している。

#### 草津の救らい事業に関して
58歳になって日本に渡ってハンセン病患者の救済を志し、1914年から回春病院に3年勤務した牧師アルフレッド・ヒューレットはだんだんリデルの方針に疑問を生じ、その後、草津のコンウォール・リーの所にいっている。彼は「草津の救らい事業は熊本から1000マイルも離れているのに、リデルは隙あらば潰そうと、いや控え目にいっても妨害しようとしている」と書いている。しかし、冷却期間の後、1923年にこのように訂正した。「リデルがリーの所に訪ねてきて楽しかった。過去の行き違いが今やすべて、許され、忘れられたと考えたい」。

#### 回春病院職員にたいして
ハンセン病歴史研究家森幹郎は、回春病院に30年勤務し、功績があった三宅俊輔が亡くなったのに、リデルが軽井沢にいっていて、葬儀に参列しなかったことを批判している。亡くなってから葬儀に4日あるのは、リデルが帰ってくるものと予想していただろう、30年の功労者でも、リデルにとっては、一使用人にすぎなかったと批判している。リデルは、患者から慈父のように慕われていた三宅院長にも嫉妬していたのかもしれない。
リデルの晩年、やもめであった病院付牧師、70歳近い荒砥琢哉が少女と結婚しようとしたときリデルは反対したが病院の教会で式を挙げた。リデルの祝辞は嫌味がこめられており10日で離婚した話であった。荒砥夫妻は病院を去ってしまった。

## 回春病院
イギリス本国では最初はLeper Hospitalと紹介されたが、名称を回春病院にすることに苦心があった。英語にするとResurrection of Hope(希望の復活）となるというが、回春病院の名前は本田増次郎の助言になる。熊本の江戸時代の医育機関である再春館 (学校)が意識されていたのでないかという。この病院の設立にはリデルやノットの訴えでCMSの位の高い宣教師が自らも拠金した。本田増次郎がベルツに相談にいったり、またリデルの協力者たちが1894年に4000坪の土地を購入したこと、リデルたちの募金などが功を奏した。設計図は日本赤字病院の勤務医岩井禎三であった。診察室、薬局、事務室、礼拝室、男子病棟、女子病棟、医師住宅、伝染病室、重症病室、看護室、炊事場、職員用の浴場、洗濯場、消毒場、物置、患者用の浴室など10棟で計138坪。和風の建築である。創立記念日の写真にはエヴィントン、ブランドラム、リデル、ノットその他大勢の人が記念写真に写っている。
宣教師でリデルやライトの友人のメイ・フリースは発足1年後の1896年12月に回春病院を訪れ、くわしい報告書を残している。それには、お茶をふるまわれ、患者は日光浴をしていること、但し患者は楽しげに笑っていたが、体は不自由で醜いと書いている。クリスマスの日に3人が洗礼を受けたという。病院の定員は79名であった。回春病院の患者たちは、他のハンセン病療養所の患者たちに比べ、身なりもずっとよかった。許可なしに街中に出ているところを警官に見咎められても、すぐ回春病院の患者とわかるのだった。警察当局がリデルに注意すると「私の患者がそんなことをするはずがありません」と断言していた。リデルは高圧的で、院内の秩序や服装についても非常に厳格であったため、時には患者も不平をもらすこともあった。とはいえ、患者たちはこうして文明的な水準の高い環境に暮らし、身なりもきちんとすることによって、この恐ろしい病気に罹ったことで、一度は失ってしまった人間としての誇りや尊厳を、新たに取り戻すことだできたのだと理解していた。
回春病院の詳しい経理報告が残っているのは1903年、1904年からである。昭和5年の経常費、食糧費(一人一日あたり）、治療費の文献も残っている。

## リデルのハンセン病政策
リデルは大正4年4月21日付「日本の医界」に次の様に述べている。
日本のハンセン病患者への隔離政策は批判を浴びているが、リデルもまた隔離政策を唱えていた。しかし、医学では素人であり、医学の発展していない当時であれば、いたしかたないことである。ハンセン病の拡大を防ぐには完全な禁欲こそ唯一の方法であるという根拠により、性の要素を根絶することを正当化していた。らい研究所を作ったが動物実験で動物を犠牲にするのにも反対していた。私立施設ということで、夫婦生活をしたければ、他の施設に勝手にいきなさいという隔離政策であった。「土塀の花」という「愛生」という雑誌に連載された記録がある。回春病院で仲がよかった同志が国立療養所長島愛生園に無断でいくという話がでている。この記録は患者の死後発見された。比較的高い学歴の患者が多く、キリスト教の伝道も熱心であったが、入所している患者自身には、この隔離政策は受け入れられていた。光田健輔によるリデルの隔離政策の説明は、「熊本回春病院長リデルは立った。リデルは曰く、中世紀欧州、ことに英国のライを根絶せしめた大なる力は結婚禁止男女別居の法律的制裁である」と述べている。

## 雑誌「警監之友」発行
リデルはCMSへ辞表を出した後、長安寺の居を引きはらって熊本市新屋敷に新居を構えたのは1898年であった。その後、屋敷に泥棒が入ったのを切っ掛けとして警察官および監獄官吏の人格向上、宗教心を涵養せしめる「警監之友」（Police and Warders'　Friend)を知り、別の人が発行していたが、その本部を東京から熊本へ移した。その時期は1902年である。その内容は、精神修養・法律・英語会話であった。主幹はリデルで、精神修養はリデルが筆をとり、法律は専門家を煩わせたが、英語会話は最初第5高等学校の木村教授が担当し、その後、遠山参良教授が担当した。このリデルの事業は今日の免囚保護事業の先駆をなすものであった。日本全国で1400部ほど出回っていた。読者からのエッセイもあった。当時は日露戦争で捕虜が日本で歓待されている話題もあった。

## ハンセン病菌研究所

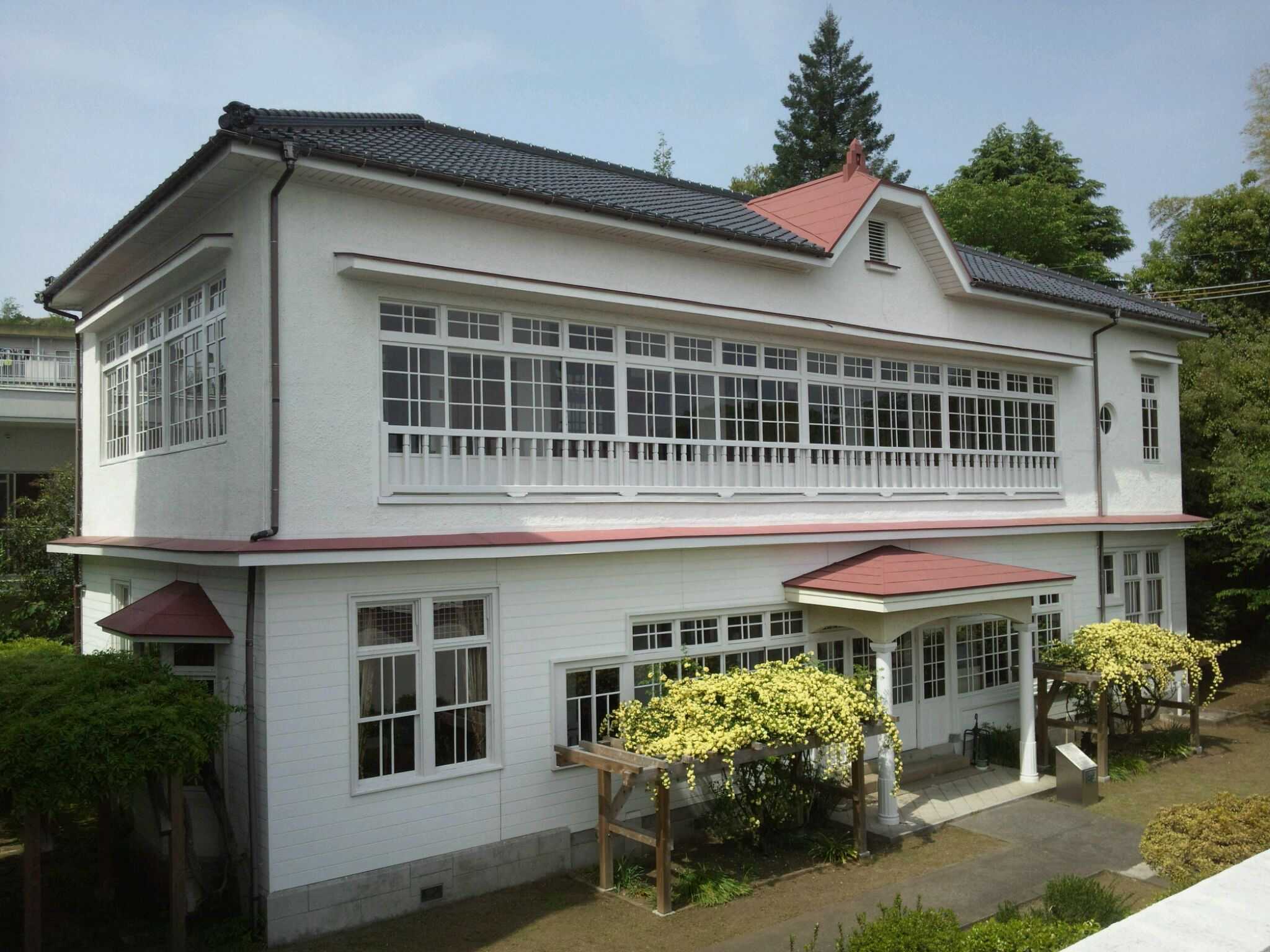
リデル・ライト両女史記念館、以前、熊本初のハンセン病病院、回春病院の研究室であった

最初はらい菌研究所といったが、ハンセン病菌研究所ともいう。英文ではlaboratoryといったが本格的な研究所を立ち上げた。細菌学の権威である北里研究所の宮嶋幹之助と建築界の泰斗中條精一郎(宮本百合子の父)がそれぞれ専門の立場から検討、研究所の設計図を仕上げ、清水組が建築を受け持って1918年に出来上がった。初代研究所所長は北里研究所の当時26歳の内田三千太郎である。北里柴三郎、宮嶋幹之助らの推挙があり、今まで北里研究所で月給20円のところ、リデルは年俸1000円とした。最初は建築物が間に合わず熊本大学で研究したが、1年余りを経て建物が完成した。リデルがマスクをかけず病室に入り握手するのをみて彼は吃驚したと書いている。内田は鼠のらいをみつけ、「人らい、鼠らい菌の研究」で、出身大学の新潟医専で学位をとり、研究所入所後3年して慶応大学に転じた。その後田宮貞亮が1919年から1921年にかけ、神宮良一が1926年より1933年に、また池尻慎一が1934年から1937年にかけ在籍し研究した。内田三千太郎と神宮良一はそこでの研究で医学博士号を得ている。また第五高等学校時代の宮崎松記もここで勉強した写真が残されている。ハンセン病研究所は現在熊本市のリデル・ライト両女史記念館となり、種々の資料が展示してある。

## 草津と沖縄
日本の他の地のハンセン病問題に取り組んだらどうかとリデルを吹き込んだのは大隈重信である。

### 草津温泉
リデルは1900年、エダ、ライトと共に草津を訪れている。草津温泉では明治初年の大火のあとハンセン病患者が集まり、エルヴィン・フォン・ベルツが梅毒、ハンセン病にいいと宣伝した。ハンナ・リデルは1913年回春病院の米原馨児を派遣し、キリスト教に関心がある人々が光塩会（こうえんかい）を設立した。これはバルナバ教会の前身である。その後コンウォール・リーは、1915年草津を視察、以降、多くの施設を立ち上げ、ハンセン病患者のために患者のための生活、教育、医療に力を注いだ。1916年聖バルナバ教団のアメリカ主教区としての認定を受けた。私費を投じたリーの取り組みはリデルとまったく違ったものであった。リデルはその地はリーに任せた。

### 沖縄
沖縄でのハンセン病患者が悲惨であると知り、リデルは回春病院の軽症のハンセン病患者でクリスチャンである青木恵哉を1927年沖縄に送った。彼は玉木愛子への愛情の苦しみから一歩でも遠くとの気持ちで沖縄伝道を決意、1927年2月聖歌の中、荒砥牧師と共に那覇に向かった。沖縄本島の離島伊江島を拠点とした。洞窟や山に隠れている患者を発見し、食べ物、衣服を与え共に礼拝した。リデルからは月給として25円が送られていた。荒砥牧師は洗礼を施した。屋部に本拠地を移した。1935年は焼き討ち事件に遭い、屋我地島の沖の無人島ジャルマに達した。人の住める平地は約300平方メートル。ここで子供3人を含む40人ほどが暮らした。その後屋我地島に安住の地を求めた。1938年にその地を基にして国頭愛楽園、現国立療養所沖縄愛楽園が誕生した。

## 回春病院のための募金活動
リデルは回春病院に関わって以来、募金活動に終始した。リデルは広報宣伝活動には尋常ならざる勘を有していた。日本国内では渋沢栄一、大隈重信を知ったのは大変助けになった。1905年の銀行会館での会議をへて、公的な機関からの寄付を受けることになった。避暑のために有力者が集まる軽井沢へ回春病院事務長飛松甚吾を伴い毎年でかけ、募金活動を行った。寄付をした名簿には著名な政治家や文学者が名を連ね、まるで国際的な紳士録といった趣である。例を挙げれば、オーガスタ伯フェレール夫人、ベンティング伯爵、大山公爵夫人、カナダ大司教、アーネスト・サトウ、岩倉公爵夫人、貞明皇后、武藤山治(鐘淵紡績社長)、エルヴィン・フォン・ベルツなどの名前がある。また、老齢になっても世界一周の募金活動の旅にでている。

## 経歴
（出典:『ユーカリの実るを待ちてーリデルとライトの生涯』内田守、志賀一親著 リデル・ライト記念老人ホーム 1976年発行、1990年復刊、一部は 猪飼隆明『ハンナ・リデルと回春病院』 熊本文化出版会館 2005年発行、ジュリア・ボイド『ハンナ・リデル』1995　による。）
- 1855年10月17日 - ハンナ・リデル、ロンドンのバーネット街にて出生。
- 1870年2月13日 - 姪ライト、ロンドンのバーネット街にて出生。
- 1889年 秋、リデルは単身リヴァプールに移る。YMWCAの校長に推挙される。
- 1890年 4月29日- Church Missionary Society の宣教師として認められた。
- 1890年 - 日本に向け出発。
- 1891年 - 熊本に派遣される。本妙寺のハンセン病患者をみて、救済を志す。住居は長安寺町。
- 1895年11月12日 - 回春病院開院式を挙げる。
- 1896年 - ライト来日。水戸で教鞭をとる。
- 1897年 - リデル一時帰英。C.M.S.伝道師の辞表提出。
- 1898年 - 私人として来日、救らい事業に専念。新屋敷町に転居。
- 1900年 - リデル、ライトを伴い草津を視察。12月5日、リデルのCMSの辞表受理[72]。同年グレース・ノットもライトもCMSから離れた。
- 1901年 - 細川侯爵より隣接の土地3000坪無償譲渡。
- 1905年 - 東京日本銀行集会所で渋沢子爵の斡旋で経済危機に陥ったリデルに救済の手がさしのばされる。同時にハンセン病問題が討議される。
- 1906年 - 藍綬褒章下賜。
- 1915年 - 沖縄、鹿児島県下の諸島にらい救済事業開始。
- 1917年 - 貞明皇后より御下賜金を賜る。
- 1918年 - 回春病院内にらい病研究所を創設（日本初）。
- 1919年 - 男女分離説を政府に進言。
- 1921年 - この年より毎年宮内省より御下賜金を受ける。
- 1924年 - 皇太子裕仁親王の成婚に際し、銀杯と御下賜金を賜る。
- 1925年 - 勲六等、瑞宝章を賜る。
- 1927年-1928年 欧米旅行。
- 1928年 - 内務大臣より表彰、銀杯。
- 1930年 - 大宮御所に伺候、皇太后（貞明皇后）より下賜金。
- 1931年 - 熊本県庁にて昭和天皇と単独拝謁。
- 1932年2月3日 - リデル腸管麻痺、心臓麻痺にて熊本市古新屋敷町にて逝去。78歳。ライト2代目院長就任。
- 1935年 - ライト大宮御所に参内。御下賜金を賜る。
- 1941年1月13日 - 評議員会で回春病院の解散を決定。
- 1941年4月2日 - ライトは神戸出航。フリースと共にオーストラリア、パースに居住。
- 1948年6月11日 - ライト再来日。
- 1950年2月26日 - 死去。80歳。勲四等、瑞宝章を賜る。
- 1995年 - 回春病院開院100周年記念祭がおこなわれる。